# IF Linden
IF Linden är en svensk friidrottsförening, grundad år 1958 i Bandhagen av Ingvald Midelf (senior).

## Historia
Klubben var ursprungligen en fotbollsförening, innan verksamheten skiftade fokus till friidrott och under en period, längdskidor. Från början dominerades klubben av familjen Midelf, med grundaren Ingvald Midelf (senior) och sonen Ingvald Midelf (junior) i spetsen. På senare år har familjen Wåhlin tagit flera SM-medaljer och pallplatser i Finnkampen. IF Linden är moderklubb åt Lion Martinez, världsrekordhållare på 60, 100 och 200 meter i klassen 45+, som var medlem i klubben fram till 1994. Klubben är numera baserad i Farsta. Ingvald Midelf (junior) tog 1970 segern i Lidingöloppet.

## Resultat
| Årtal | Medalj | Gren             | Medaljör(er)                                       |
| ----- | ------ | ---------------- | -------------------------------------------------- |
| 1981  | Brons  | 1500 meter       | Katarina Wåhlin                                    |
| 1981  | Brons  | Terräng 4 km     | Birgitta Wåhlin                                    |
| 1981  | Guld   | Terräng 4 km     | Katarina Wåhlin                                    |
| 1981  | Guld   | Terräng 4 km lag | -                                                  |
| 1982  | Guld   | Terräng 4 km     | Katarina Wåhlin                                    |
| 1982  | Guld   | Terräng 4 km lag | -                                                  |
| 1983  | Silver | Terräng 4 km     | Birgitta Wåhlin                                    |
| 1983  | Guld   | Terräng 4 km lag | Birgitta Wåhlin, Susanne Nörgaard, Katarina Wåhlin |
| 1985  | Guld   | 3000 meter       | Birgitta Wåhlin                                    |